# آرین وحید
آرین وحید (انگلیسی: Aryan Vaid؛ زادهٔ ۴ ژوئیهٔ ۱۹۷۶) یک هنرپیشه اهل هند است. وی از سال ۲۰۰۰ میلادی تاکنون مشغول فعالیت بوده‌است.
او در فیلم‌های راست یا دروغ، نمی‌دانم چرا، مارکت، خواستن: یک اعتیاد و بستگان بازی کرده‌است.